# Злочин і кара (фільм, 1956)
«Злочин і кара» (фр. Crime Et Chatiment) — французький художній фільм 1956 року, екранізація однойменного роману Ф. М. Достоєвського. Прем'єра фільму у Франції відбулась 4 грудня 1956 року.

## Сюжет
На відміну від роману Достоєвського, все дійові особі фільму — французи. Події перенесено у Францію кінця 1940-х років.

## У ролях
- Жан Габен — комісар Галлет (слідчий Порфирій Петрович)
- Робер Оссейн — студент Рене Брюнель (студент Родіон Раскольніков)
- Марина Владі — Лілі Марселін (Соня Мармеладова)
- Бернар Бліє — Антуан Монестьє (Лужин)
- Ліно Вентура — Гюстав Мессоньє, трактирник